# Neotetranychus peniculus
Neotetranychus peniculus är en spindeldjursart som beskrevs av Aranda 1974. Neotetranychus peniculus ingår i släktet Neotetranychus och familjen Tetranychidae. Inga underarter finns listade i Catalogue of Life.